# Ebrāhīmābād (ort i Iran)
Ebrāhīmābād (persiska: ابراهیم آباد, Ebrāhīmābād-e Ḩājjī) är en ort i Iran.   Den ligger i provinsen Kerman, i den centrala delen av landet, 700 km sydost om huvudstaden Teheran. Ebrāhīmābād ligger 1 502 meter över havet och antalet invånare är 359.
Terrängen runt Ebrāhīmābād är en högslätt. Runt Ebrāhīmābād är det ganska glesbefolkat, med 42 invånare per kvadratkilometer. Närmaste större samhälle är Rafsanjān, 4,7 km söder om Ebrāhīmābād. Omgivningarna runt Ebrāhīmābād är i huvudsak ett öppet busklandskap.